# GN Bouw Stadion
Il GN Bouw Stadion è lo stadio della squadra di Eerste Divisie FC Dordrecht situato in via Krommedijk 210 a Dordrecht. In precedenza si usava lo stadio D.F.C..
Il 25 settembre 1998 lo stadio è stato inaugurato, dopo tre anni di lavori. Lo stadio ha una capacità di 4100 posti a sedere al coperto anche se ci sono anche posti all'aperto nella tribuna nord. In precedenza, la capacità dello stadio era di 9000 posti. Lo stadio è chiamato da molti il Krommedijk Stadium.